# Міжнародний поділ праці
Міжнаро́дний по́діл пра́ці — вищий ступінь розвитку суспільного поділу праці між країнами, який спирається на стійку, економічно вигідну спеціалізацію виробництва окремих країн на тих чи інших видах продукції і веде до взаємного обміну результатами виробництва. Процес спеціалізації країн на виробництві певних видів продукції або наданні певних послуг. Процес відособлення різних видів трудової діяльності на міжнародному рівні, які взаємодіють і взаємодоповнюють один одного, складаючи об'єктивну основу міжнародного обміну товарами, послугами та результатами інших видів діяльності.
Індустріально розвинуті країни посідають провідне місце в міжнародному поділі праці. Особливо активна діяльність транснаціональних корпорацій США та Канади, Японії, Німеччини, Великої Британії, Франції. Країни, що розвиваються, виступають як постачальники ресурсів для промислово розвинутих країн.